# Eupithecia muralla
Eupithecia muralla är en fjärilsart som beskrevs av Paul Dognin 1899. Eupithecia muralla ingår i släktet Eupithecia och familjen mätare. Inga underarter finns listade i Catalogue of Life.